# Моисеев, Илья Иосифович
Илья́ Ио́сифович Моисе́ев (15 марта 1929, Москва — 10 октября 2020, там же) — советский и российский учёный-химик, специалист в области кинетики и металлокомплексного катализа жидкофазных органических реакций, академик РАН (1992) в Отделении химии и наук о материалах, секция химических наук, автор более 100 патентов и авторских свидетельств, 600 научных работ. Лауреат Государственной премии Российской Федерации в области науки и техники.

## Биография
В 1952 году окончил МИТХТ им. М. В. Ломоносова по специальности «Технология основного органического синтеза». Свою профессиональную деятельность начинал в проектном институте МХП СССР в должности инженера (1952—1955); затем работал: инженером, младшим научным сотрудником Института физической химии АН СССР (1955—1960), старшим научным сотрудником ГосНИИ органической химии и технологии (1960—1963).
В 1958 году защитил кандидатскую диссертацию «Исследование в области жидкофазной гидратации ацетилена (реакция М. Г. Кучерова)», МИТХТ им. М. В. Ломоносова.
С 1963 года работал в Институте общей и неорганической химии им. Н. С. Курнакова (ИОНХ РАН, Москва) — зав. лабораторией, главный научный сотрудник, научный руководитель направлений «Металлокомплексный катализ», «Координационная химия».
Докторскую диссертацию на тему «Исследование в области химии π-комплексов палладия» защитил в 1967 году в ИОНХ им. Н. С. Курнакова АН СССР.
Преподавал за рубежом в качестве приглашённого профессора — в Италии (1991), Голландии (1995, 1997) и Германии (1996).
С 2003 года — профессор в Российском государственном университете нефти и газа им. И. М. Губкина.
Скончался 10 октября 2020 года. Похоронен в Москве на Востряковском кладбище (участок 42).

## Главные направления научной деятельности
Открыл металлокатализируемую реакцию образования винилацетата при окислении этилена в присутствии уксусной кислоты. Реакция получила название реакции Моисеева.
Являлся председателем Научного совета по химии газа РАН.

## Общественная деятельность
- Член-корреспондент АН СССР (1990), академик РАН (1992) — Отделение химии и наук о материалах[8].
- Действительный член Academia Europaea[9] (1994) и Academia Scientiarum et Artium Europea[10] (1996)
- Член президиума (1998), вице-президент (с 2000) Российского химического общества им. Д. И. Менделеева[11]
- Член президиума ВАК РФ (1992—2000)
- Председатель экспертного совета по химии РФФИ[12] (1993—2000)
- Почётный сотрудник ИНХС РАН (2000)
- Действительный член Академии наук, искусств и литературы (Париж; 2002)
- Почётный профессор РХТУ им. Менделеева (2007)[13]
- Почётный профессор МИТХТ им. Ломоносова (2009)
- Заместитель председателя секции экспертного совета (химические науки) по ведущим научным школам РФ
- Член учёного совета ИОНХ РАН
- Научный руководитель Института фундаментальных проблем природного газа при РГУ нефти и газа им. И. М. Губкина
- Представитель Российского газового общества в рабочем комитете Международного газового союза, член редколлегий ряда российских и зарубежных научных журналов

## Награды и почётные звания
- Медаль «За доблестный труд. В ознаменование 100-летия со дня рождения В. И. Ленина» (1970)
- Орден Трудового Красного Знамени (1986)
- Медаль «Ветеран труда» (1986)
- Приглашённый профессор (Институт им. Дж. Донегани, группа EniChem, Италия) (1991)
- Медаль «В память 850-летия Москвы» (1997)
- Менделеевский чтец (Санкт-Петербургский государственный университет, Отделение РХО им Д. И. Менделеева) (1998)
- Премия имени Карпинского (1999)
- Орден Почёта (1999)[14]
- Премия Триумф (2002)[15]
- Государственная премия Российской Федерации в области науки и техники (2002)[16]
- Почётный работник высшего профессионального образования (2004);
- Почётный работник газовой промышленности (2004);
- Почётный диплом и Золотой знак РХО им. Д. И. Менделеева (2004)
- Главная премия МАИК Наука (2004)
- Почётный диплом и Золотой знак РХО им. Д. И. Менделеева (2004).
- Премия столетия Королевского химического общества, Великобритания (2006)
- Орден Дружбы (2009)[17]
- Премия Правительства Российской Федерации в области науки и техники (2011)
- Демидовская премия (2012)[18]
- Золотая медаль имени Д. И. Менделеева (2013)[19]

## Основные публикации
Автор более 600 научных публикаций и двух монографий, имеет около 100 патентов и авторских свидетельств, в том числе более десяти зарубежных.
Основными научными трудами, в которых И. И. Моисеев был автором или соавтором являются:
Книги
- π-Комплексы в жидкофазном окислении олефинов. М.: Наука, 1970. 238 с.[21]
- Металлокомплексные ингибиторы окисления. К., 1993 (совм. с Г. А. Ковтуном).

Статьи
- A.E. Gekhman, G.E. Amelichkina, N.I. Moiseeva, M.N. Vargaftik, I.I. Moiseev. Pathways of 1O2 Transfer in the Oxidation of Anthracenes with the H2O2/VV/AcOH system // J. Molec. Catal., A: Chemical, 2000, 162, 111—124.
- I.I. Moiseev, M.N. Vargaftik. Catalysis with Palladium Clusters // «Catalysis by Di- and Polynuclear Metal Complexes» Ed. by A. Cotton and R. Adams. N.Y.: Wiley-VCH, 1998, p. 395—442.
- I.I. Moiseev. Hydrogen peroxide, water oxide and catalysis. J. Molec. Catal. 1997, A: Chemical, 127, 1-23.
- N.I. Moiseeva, A.E. Gekhman, I.I. Moiseev. Metal complex catalyzed oxidations with hydroperoxides: inner-sphere electron transfer // J. Molec. Catal., 1997, A: Chemical, 117, 39-55.
- Н. Ю. Козицына, С. Е. Нефедов, Ж. В. Доброхотова, В. Н. Икорский, И. П. Столяров, М. Н. Варгафтик, И. И. Моисеев. Путь к наноразмерным гетероядерным кластерам: взгляд с позиций координационной химии. // Российские нанотехнологии, 2008, 3, № 3-4, 100—114.
- A.A. Markov, S.P. Dolin, N.I. Moiseeva, A.E. Gekhman, I.I. Moiseev. Oxidative transformations in the VV/H2O2/RCOOH system. Focus Article // Mendeleev Commun., 2009, 19, 175—181.
- Эффективность производства изопренового каучука. // Экономика и управление № 8 (70) 2011[22].